# Erin McGreehan

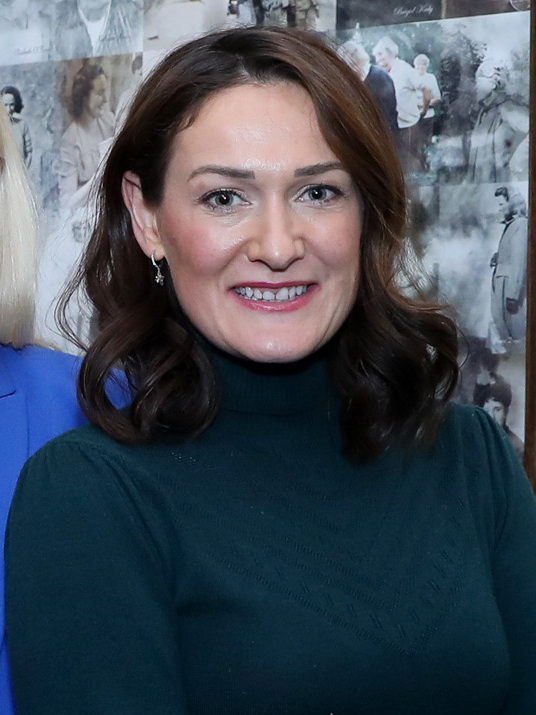
Erin McGreehan (2022)

Erin McGreehan (* Juli 1982 in Casteltowncooley, County Louth, Irland) ist eine irische Politikerin (Fianna Fáil) und seit 2024 Abgeordneter im Dáil Éireann, dem Unterhaus des irischen Parlaments.
Erin McGreehan lebt auf der Cooley-Halbinsel und studierte Verwaltungs- und Sozialpolitik an der University of Galway. Zusätzlich erwarb sei einen Bachelor of Laws. Sie schloss in European Studies m University College Dublin ab. Lange Zeit arbeitete sie für den Senator Diarmuid Wilson. 2019 wurde sie dann in den  Louth County Council gewählt. Im Juni 2020 wurde sie von Taoiseach Micheál Martin für den Seanad Éireann ernannt. 
Bei den Wahlen zum Dáil Éireann 2024 wurde sie im Wahlkreis Louth gewählt.
Erin McGreehan ist mit Donal McMorland verheiratet und hat mit ihm vier Kinder. 